# Schlacht an den persischen Toren
Granikos – Milet – Halikarnassos – Issos – Tyros – Gaugamela – Persische Tore – Jaxartes – Sogdischer Felsen – Fels von Chorienes – Gabai – Hydaspes

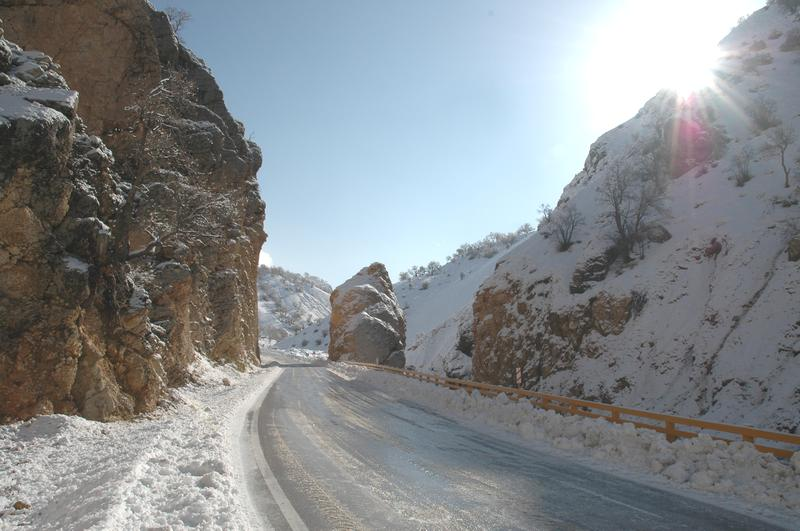
Das Tal von Meyran mit der Straße von Yesuj nach Eqlid.

Die Schlacht an den persischen Toren (oder dem persischen Tor) war eine militärische Auseinandersetzung des Alexanderzugs im heutigen Iran, in der Alexander der Große im Januar 330 v. Chr. einen strategisch bedeutenden Engpass einnehmen konnte, der ihm den Weg nach Persepolis eröffnete. In dieser Schlacht stellte sich ihm das letzte Aufgebot des persischen Heeres vor dem Ende des Großkönigs Dareios III. entgegen.

## Vorgeschichte
Im Oktober 331 v. Chr. erlitt der persische Großkönig Dareios III. in der Schlacht von Gaugamela eine vernichtende Niederlage gegen Alexander, nach der sich sein Heer auflöste und er selbst sich auf die Flucht in die persischen Kernprovinzen im heutigen Iran begab. Nach einigen Ruhetagen in Babylon nahm der siegreiche Alexander die Verfolgung auf, um Dareios III. schnellstmöglich zu einem letzten Kampf zu stellen. Nachdem er zum Herbstende 331 v. Chr. die Königsstadt Susa kampflos eingenommen hatte, wählte er Persepolis als nächstes Ziel, die älteste Hauptstadt der Perser, gelegen in der Zentralprovinz Persis. Der persischen Königsstraße weiter folgend, überquerte er vermutlich bei Schuschtar den Pasitigris (Karun) und erreichte im letzten Monat des Jahres die Ausläufer des südlichen Zāgros-Gebirges. Hier verlangte das Bergvolk der Uxier von ihm einen Tribut für das Passieren ihrer Höhenpässe, den zuvor schon die persischen Großkönige zu entrichten hatten. Aber nach einer militärischen Blitzaktion, nach der sich die Uxier unterwerfen mussten, konnte Alexander den Marsch fortsetzen. Dabei eröffneten sich ihm zwei Alternativen zum Erreichen von Persepolis. Entweder er folgte weiter der Königstraße, die allerdings den Zāgros südlich umrundend mehr Zeit in Anspruch nahm, oder er verkürzte den Weg, indem er die Gebirgsregion auf direktem Weg passierte.
Vermutlich beim heutigen Haftgel beschloss Alexander die Teilung des Heeres und betraute Parmenion mit dem Kommando über den Tross, die thessalische Reiterei, die griechischen Bundestruppen, die Söldnerverbände und weitere schwergerüstete Einheiten. Parmenion sollte die ihm anvertrauten Truppen die Königsstraße entlang weiterführen. Alexander selbst beabsichtigte mit der makedonischen Infanterie, der Hetairenreiterei, den Agrianen, der leichten Reiterei und den Bogenschützen den Weg über die von Gebirgspässen geprägte Landschaft zu nehmen, die als „persische Tore“ bekannt waren, da sie in der Antike die Grenze der Landschaften Elam und Persis markierten. Nimmt man die Größenordnungen der einzelnen Heereskontingente zu Beginn des Asienfeldzugs als Grundlage, so dürfte die Truppe bis zu 17.000 Mann ausgemacht haben. Südlich des Denar-Berges beim heutigen Yasudsch mündet die gewählte Route in eine bewaldete Ebene (Mulla Susan) ein, die Alexander nach einem Fünftagesmarsch erreichte. Nach Osten hin kann diese Ebene nur durch die besonders enge Schlucht des Meyrantals (Tang-e Meyran) verlassen werden, die beiderseits von steil aufragenden Felswänden flankiert wird. Sie liegt an der Grenze der Provinz Kohgiluyeh und Boyer Ahmad zu Fars und wird von der nach Eqlid führenden Straße passiert. Alexander erreichte diese Schlucht in den ersten Tagen des Jahres 330 v. Chr., die sich für ihn als das Tor erweisen sollte, dessen Passierung gegen ein persisches Heeresaufgebot erkämpft werden musste.
Statthalter (Satrap) der Persis war zu jener Zeit Ariobarzanes, der bereits bei Gaugamela das Aufgebot seiner Provinz angeführt hatte. Im Gegensatz zu manch anderen Statthaltern war er nach der Niederlage nicht auf die Seite Alexanders übergegangen, sondern Dareios III. treu geblieben, für den er den Vormarsch des Gegners nach Zentralpersien an den Grenzen seiner Provinz aufhalten wollte.

## Die Schlacht
Mit seinen Truppen hatte Ariobarzanes den Ostausgang der Schlucht besetzt, den er mit einem aufgeschütteten Wall unpassierbar machte. Hinter diesen wie auch auf den Felsflanken der Schlucht hatte er seine Bogenschützen Aufstellung beziehen lassen. Über die Glaubwürdigkeit der überlieferten Stärkenangaben seines Heeres herrscht in der Geschichtswissenschaft weitgehend Unklarheit, da vor allem die von Arrian angegebenen Zahlen als zu übertrieben hoch erscheinen. Alexander ließ seine Truppe auf der Waldebene am Westausgang für eine Nacht lagern und wollte mit ihr gleich am nächsten Tag den Weitermarsch direkt durch die Schlucht antreten. Offenbar hielt er einen Durchbruch durch den Wall mittels eines Frontalangriffs für möglich. Doch als die Makedonen die Schlucht bereits zur Hälfte passiert hatten, begannen die Perser auf ein Signal hin sie von den Felsen und dem Wall her mit einem Pfeilhagel einzudecken. Außerdem rollten sie von den Felswänden große Gesteinsbrocken hinab, gegen die sich die Makedonen auch nicht mit ihren Schilden in defensiver Phalanxaufstellung erwehren konnten. Nachdem sich ob der hohen Verluste und des Beschusses von drei Seiten her Verunsicherung unter ihnen verbreitet hatte, führte sie Alexander auf dem Rückzug wieder aus der Schlucht heraus in ihr Lager.
Da Alexander und seine Gefolgsleute über keine ausreichende Ortskenntnis verfügten, er aber auch keinen zeitraubenden Marsch zur Umgehung der Verteidigungsstellung in Kauf nehmen wollte, weil dies mit dem Eingeständnis einer Niederlage verbunden gewesen wäre, ließ er die Gefangenen nach anderen Wegen zur Umgehung der Schlucht ausfragen. Unter ihnen fand sich ein ortskundiger Ziegenhirte, der väterlicherseits ein Lykier und mütterlicherseits ein Perser war und beide Elternsprachen beherrschte. Für eine Belohnung von 30 Talenten verriet er Alexander einen von Felsen verborgenen Pfad, auf dem sich die Schlucht und die persischen Verteidigungsstellungen umgehen ließen. Angeblich hatte das Orakel von Delphi viele Jahre zuvor den Hilfsdienst des Lykiers für Alexander vorausgesagt, wonach ihm ein Wolf (Λύκος Lykos) im Kampf gegen Persien führen würde. Nach Aufteilung der Truppen führte Alexander das Gros seiner Krieger in einem nächtlichen Gewaltmarsch an den persischen Stellungen vorbei in den rückwärtigen Bereich von deren Lager. Der Marsch war aufgrund einer hohen Schneedecke strapaziös, war aber im Schutz der Dunkelheit von den Persern unbemerkt vonstattengegangen. Zurückgelassen hatte er lediglich zwei Abteilungen der Pezhetairen (Krateros, Meleagros), sowie einige hundert Reiter und Bogenschützen, denen er den Befehl zum erneuten Anmarsch gegen die gegnerischen Stellungen für den kommenden Morgen erteilt hatte. Nach der erfolgreichen Umgehung teilte Alexander seine Männer erneut auf, indem er drei Truppenteilen (Philotas, Koinos, Amyntas) den Weitermarsch bis zum Fluss Araxes (Bendemir) befahl, der die letzte natürliche Barriere zehn Stadien vor Persepolis darstellte, die mit einer zu errichtenden Brücke überwunden werden sollte.
Als der nächste Morgen heranbrach, ließ Alexander seine Krieger auf die befestigten Stellungen der Perser anrennen, die aus ihrer Nachtruhe aufgeschreckt und durch die unerwartete Richtung des Angriffs in Panik versetzt wurden. Schnell flohen sie in die Berge und entblößten somit das persische Lager von seinem Schutz. Die eroberten Plätze ließ Alexander mit 3.000 Makedonen unter der Führung Ptolemaios’ besetzen und begann darauf den Direktangriff auf das persische Lager. Mittels eines Trompetenlauts gab er zugleich den in der Schlucht vorrückenden Männern des Krateros das Signal zum gleichzeitigen Angriff auf den Wall. Nun waren es die Perser, die von zwei unterschiedlichen Richtungen aus bedrängt wurden. Und da sie im Gegensatz zu den Makedonen nur leicht gerüstet waren, unterlagen sie schnell im folgenden Nahkampf. Die Perser versuchten sich in ihre Stellungen zurückzuziehen, wo sie allerdings von Ptolemaios und seinen Männern empfangen wurden.
Laut der Überlieferung wurde das persische Heer in einem regelrechten Gemetzel vernichtet, nur wenige Krieger konnten vom Schlachtfeld entkommen, darunter auch Ariobarzanes, der nach Persepolis floh, um sich dort mit seinen verbliebenen Männern zu verschanzen. Doch die Nachricht von seiner Niederlage war ihm vorausgeeilt, so dass ihm von dem abgefallenen Burgkommandanten der Stadt der Einzug verweigert wurde. Mit den Resten seines Heeres zog er deshalb zurück an den Araxes, der inzwischen von Alexander überschritten wurde. In einem letzten Kampf mit dem Eroberer wurde Ariobarzanes getötet.

## Folgen
Nach dem abschließenden Kampf am Araxes konnte Alexander in den letzten Januartagen 330 v. Chr. kampflos in die älteste persische Königsstadt Persepolis einziehen. Für das als Rachefeldzug der Hellenen deklarierte Unternehmen stellte diese Station ein wichtiges propagandistisches Ziel dar, hatte man doch das politische Zentrum der Perser in ihrem Kernland erobern und damit Vergeltung für die Plünderung Athens durch Xerxes I. im Jahr 480 v. Chr. üben können. Und genauso wie damals der Tempel der Athene (Parthenon) zerstört worden war, wurde nun der persische Königspalast niedergebrannt und die Stadt selbst zur Plünderung freigegeben. Das religiöse Zentrum der Perser, das nah gelegene Pasargadae, wurde von Alexander bewusst geschont, war ihm doch die Bedeutung dieses Ortes für den persischen Herrscherkult bewusst. Längst schon hatte er selbst die Nachfolge der Achämeniden in Asien angestrebt (siehe Alexanderreich), als würdiger Nachfolger Kyros’ II., zu dessen Grab er gleich nach dem Einzug in Persepolis eine Wallfahrt unternahm.
Im Frühjahr 330 v. Chr. nahm Alexander die Verfolgung des flüchtigen Dareios III. wieder auf und zog in die medische Hauptstadt Ekbatana ein. Der persische König beabsichtigte sich ihm an den „kaspischen Toren“ bei Rhagai erneut zu stellen, doch dieses Mal fand er keinen Rückhalt mehr bei seinen Gefolgsmännern, die nun freiwillig zu Alexander übergingen. Auf der weiteren Flucht wurde er bald darauf von Bessos ermordet.